# Nectadamas diomedeae
Nectadamas diomedeae is een hydroïdpoliep uit de familie Prayidae. De poliep komt uit het geslacht Nectadamas. Nectadamas diomedeae werd in 1911 voor het eerst wetenschappelijk beschreven door Bigelow. 